# Сын (фильм, 2002)
«Сын» (фр. Le fils) — кинофильм режиссёров братьев Дарденнов, вышедший на экраны в 2002 году.

## Сюжет
Плотник Оливье работает в молодёжном центре, обучая подростков своему ремеслу. Однообразие его одинокой жизни нарушается, когда он узнаёт в новом подмастерье мальчика Франсиса, несколько лет назад убившего его сына и только что вышедшего из колонии. Не в состоянии объяснить своей бывшей жене да и себе самому причины, Оливье соглашается взять новичка к себе в ученики. Постепенно между молчаливым плотником и ничего не подозревающим Франсисом начинают устанавливаться всё более доверительные отношения.

## В ролях
- Оливье Гурме — Оливье
- Морган Маринн — Франсис
- Изабелла Супар — Магали
- Нассим Хассайни — Омар
- Кевин Леруа — Рауль
- Фелисьен Питсаэр — Стив
- Реми Рено — Филиппо
- Аннетт Клоссет — директор центра

## Награды и номинации
- 2002 — приз лучшему актёру (Оливье Гурме) и специальное упоминание экуменического жюри на Каннском кинофестивале.
- 2002 — участие в конкурсной программе Вальядолидского кинофестиваля.
- 2002 — три номинации на премию Европейской киноакадемии: лучший европейский актёр (Оливье Гурме), лучший европейский актёр по мнению зрителей (Оливье Гурме), лучший европейский режиссёр по мнению зрителей (Жан-Пьер и Люк Дарденн).
- 2003 — номинация на премию «Сезар» в категории «самый многообещающий актёр» (Морган Маринн).
- 2003 — призы «Хрустальный симург» за лучший международный фильм (Жан-Пьер и Люк Дарденн) и лучшему международному актёру (Оливье Гурме) на кинофестивале «Фаджр».
- 2003 — три премии имени Жозефа Плато: лучший бельгийский фильм, лучший бельгийский режиссёр (Жан-Пьер и Люк Дарденн), лучший бельгийский актёр (Оливье Гурме), а также номинация за лучший бельгийский сценарий (Жан-Пьер и Люк Дарденн).
- 2003 — премия «Люмьер» за лучший франкоязычный зарубежный фильм (Жан-Пьер и Люк Дарденн).